# Músculos pectorales

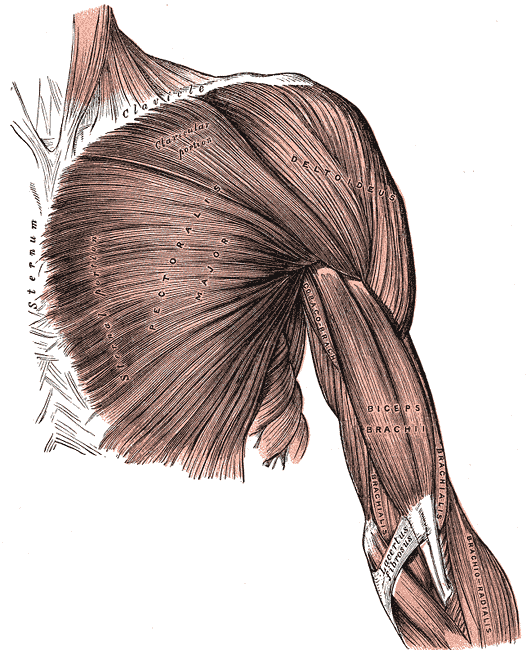
Músculos superficiales del pecho, incluyendo el pectoral mayor (Gray 1918)

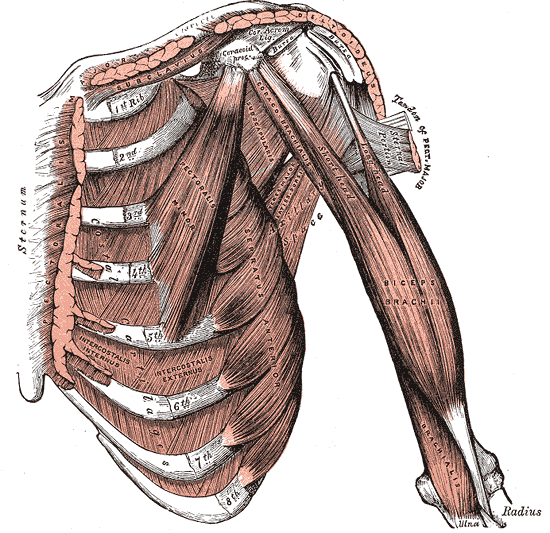
Músculos profundos del tórax, incluyendo el pectoral menor, el serrato anterior y el subclavio (Grey 1918)

Los músculos pectorales son los músculos que conectan la parte delantera del pecho humano con los huesos de la parte superior del brazo y el hombro.
El pectoral mayor es un músculo grueso, en forma de abanico, que constituye la mayor parte del músculo del pecho. Se encuentra debajo del pecho. Sirve para flexionar, extender y rotar el húmero, el hueso largo de la parte superior del brazo.
El pectoral menor es un músculo triangular y delgado que se encuentra debajo del pectoral mayor. Se une a las costillas y sirve para estabilizar la escápula, el gran hueso del hombro.
La fascia pectoral es una fina capa de tejido sobre el pectoral mayor, que se extiende hacia el músculo dorsal ancho en la espalda.
Junto con el pectoral mayor y el pectoral menor, el músculo subclavio forma la axila. El subclavio mueve el hombro hacia abajo y hacia adelante.
El serrato anterior es otro músculo en la parte delantera del pecho. Mueve la escápula hacia adelante alrededor del torso, como cuando se lanza un puñetazo.
Entre las costillas hay varios grupos de músculos intercostales, que ayudan a la respiración. 